# Malamini Jobarteh
Malamini Jobarteh (* ca. 1940 in Gambia; † 31. Juli 2013 in Brikama, Gambia) war ein gambischer Musiker und Jeli. Er spielte auf dem westafrikanischen Instrument Kora, einer 21-saitigen Stegharfe.

## Leben
In den späten 1970er-Jahren ging Malamini Jobarteh zusammen mit Dembo Konte auf Tournee in den Vereinigten Staaten und Europa. In den 1990er-Jahren arbeitete er mit Rüdiger Oppermann zusammen, der Konzertmitschnitt von Same Sun, Same Moon 1992 wurde zur Platte des Jahres gewählt und stand vier Monate in den European World Music Charts.
Jobarteh war der Adoptivsohn des Alhaji Bai Konte. Sein ältester Sohn Ebraima, mit dem Künstlernamen „Tata Dindin“, ist ebenfalls für seine Kora-Musik bekannt. Malaminis weiterer Sohn und Kora-Spieler Pa Jobarteh unternahm im Teenager-Alter eine Tournee durch das Vereinigte Königreich.
Jobarteh managte The Gambia National Troup und gründete die Teramang Traditional Music School.

## Diskografie
- 1987 – Baatoto (zusammen mit Dembo Konte)
- 1990 – Jaliya (zusammen mit Dembo Konte)
- 1992 – Same Sun, Same Moon (zusammen mit Rudiger Opperman)